# Municipio de Ten Mile (Kansas)
El municipio de Ten Mile (en inglés: Ten Mile Township) es un municipio ubicado en el condado de Miami en el estado estadounidense de Kansas. En el año 2010 tenía una población de 1441 habitantes y una densidad poblacional de 11,81 personas por km².

## Geografía
El municipio de Ten Mile se encuentra ubicado en las coordenadas 38°40′32″N 94°44′56″O / 38.67556, -94.74889. Según la Oficina del Censo de los Estados Unidos, el municipio tiene una superficie total de 121.98 km², de la cual 120,84 km² corresponden a tierra firme y (0,93 %) 1,14 km² es agua.

## Demografía
Según el censo de 2010, había 1441 personas residiendo en el municipio de Ten Mile. La densidad de población era de 11,81 hab./km². De los 1441 habitantes, el municipio de Ten Mile estaba compuesto por el 96,88 % blancos, el 0,83 % eran afroamericanos, el 0,35 % eran amerindios, el 0,49 % eran asiáticos, el 0,49 % eran de otras razas y el 0,97 % eran de una mezcla de razas. Del total de la población el 2,29 % eran hispanos o latinos de cualquier raza.